# Ленин Раджендран
Ленин Раджендран (малаял. ലെനിൻ രാജേന്ദ്രൻ; 1952, Тривандрам, Траванкор-Кочин — 14 января 2019, Ченнаи) — индийский кинорежиссёр
, снявший за свою карьеру 15 фильмов на малаялам. Лауреат Кинопремии штата Кералы за лучшую режиссуру.

## Биография
Родился в городе Тривандрам (Керала) в 1952 году в семье сотрудника транспортного отдела Велуккутти и его жены Бхасаммы.
Помимо него в семье было трое сыновей и пятеро дочерей. Раджендран получил высшее образование в Университетском колледже Тируванантапурама.
После учебы он устроился работу в Financial Enterprises в Коччи. Однако затем познакомился с режиссёром П. А. Бэкером и начал карьеру в кино как его ассистент.
Как самостоятельный режиссёр дебютировал в 1981 году с фильмом Venal, героиня которого отказывается выходить замуж без любви и идет в колледж, чтобы начать жизнь заново. Его следующая работа Chillu (1982) рассказывала о том, как ревность возлюбленного героини к её другу разрушает их отношения. Оба фильма были сняты с маленьким бюджетом, но были замечены за свое оригинальное отношение к темам. Однако прочную опору в коммерческом кино режиссёру обеспечил именно второй.
Одной из его особенностью было то, что ни один из его фильмов не имел счастливого конца. В Prem Nazirine Kanmanilla (рус. Прем Назир пропал без вести, 1983), где он использовал звезду, чтобы высмеять киноиндустрию, четверо безработных молодых людей со сломанным детством похищают известного актёра из-за полной беспомощности. В конечном итоге они оказывают ему дружескую поддержку, но позже становятся жертвами побоев полиции. Meenamasathile Sooryan (1986), самая известная работа режиссёра, показывала коммунистическое восстание крестьян Кайюра против помещика и англичан, произошедшее в 1940-х годах. Swathi Thirunal, выпущенный в 1987 году, был основан на жизни махараджи Траванкора, который заработал известность как композитор, и чьи произведения продолжают быть популярными в кругах классической музыки даже сегодня. Фильм был скорее мюзиклом и содержал 14 музыкальных треков, исполненных одними из лучших певцов того времени. В Puravrutham (1988) Ом Пури сыграл человека, который бунтует и нарушает деревенскую «традицию» права первой ночи. В ответ землевладелец натравливает на него своих людей, а затем устраивает его арест по сфабрикованному делу. Следующий фильм Раджендрана — триллер Vachanam (1989), повествует о фальшивых гуру и людях-богах и закручивает сюжет вокруг мертвого тела, которое так и не было найдено. Основанный на рассказе М. Мукундана, Daivathinte Vikrithikal (1992) рассказывал историю фокусника Альфонсо, который остался в прибрежном городе Маэ, когда французы покинули его в 1950-х годах. Герой фильма изо всех сил старается жить как прежде, не осознавая, что мир вокруг него безвозвратно изменился. Героиня драмы Mazha (2000), основанной на рассказе Мадхавикутти, влюбляется в своего учителя музыки, но в итоге выходит замуж за другого мужчину. Спустя годы, после смерти мужа, она вновь встречает своего возлюбленного, разбитого трудностями и потерявшего голос. Насыщенный танцами, Rathri Mazha (2007) об интернет-романе двух танцоров, принёс режиссёру премию штата за лучшую режиссуру. Makaramanju (2010) рассказывал о жизни знаменитого художника Раджи Рави Вармы и его музы. Последний фильм Раджендрана Edavappathy (2016) возвращается к вопросу о принадлежности и изгнании. Речь в нём идет о тибетцах в Индии, которые не могут вернуться на родину и поколениями живут в чужой стране.
Раджендран также снимал документальные фильмы, например, Uppukattu, Nervazhi и Badratha. С 2016 года он занимал пост председателя в Kerala State Film Development Corporation.
Участвовал во всеобщих выборах 1989 и 1991 годов, баллотируясь в нижнюю палату парламента как независимый кандидат, спонсируемый коммунистической партией — КПИ(М).
Режиссёр скончался 14 января 2019 года в Apollo Hospital (Ченнаи), куда был помещён для пересадки печени 11 ноября предыдущего года.
У него остались жена Рамани, профессор медицинского колледжа, и двое детей: Парвати и Гаутаман.